# Kabulo Mwana Kabulo
Pour les articles homonymes, voir Mwana.
Claude-François Kabulo Mwana Kabulo est un journaliste et chroniqueur sportif, présentateur de l'émission "Sport dimanche" à la Radio-Télévision nationale congolaise, président des journalistes sportifs et ministre congolais de Sports et des Loisirs de mars 2023 à juin 2024.

## Biographie
Étudiant à l'Institut facultaire des Sciences de l'Information et de la Communication, François Kabulo est connu dans l'espace congolais et dans toute la région comme l'un des plus grands et plus anciens chroniqueurs sportifs. Il exerce depuis plusieurs décennies en tant fonctionnaire à la chaine nationale congolaise durant lesquelles il reporte plusieurs évènements sportifs et championnats tant sur le plan national, régional que mondial,.
Il est directeur du desk sport à la même chaine et correspondant à la Radio France internationale (RFI).
En 2018, François Kabulo postule en tant que député provincial dans la circonscription de Kimbaseke mais n'aboutit pas,.
Il accède à ses fonctions ministérielles le 31 mars 2023 dans la matinée en l'absence de son prédécesseur en déplacement,,,,,.